# Château du Roc (Saint-André-d'Allas)
Le château du Roc ou du Roch, est un château français implanté au lieu-dit Le Roch, sur le territoire de la commune de Saint-André-d'Allas, dans le département de la Dordogne, en région Nouvelle-Aquitaine.
Le château fait l'objet d'une protection au titre des monuments historiques. 

## Localisation
Dans le Périgord noir, au sud-est du département de la Dordogne, le château du Roch est situé au lieu-dit Le Roch sur le territoire de la commune de Saint-André-d'Allas.

## Historique
Le château a été inscrit au titre des monuments historiques le 6 décembre 1948.